# Hohenzell (Schlüchtern)
Hohenzell ist ein Stadtteil der Stadt Schlüchtern im osthessischen Main-Kinzig-Kreis.

## Geografische Lage
Hohenzell liegt im Nordosten des Main-Kinzig-Kreises im Bergwinkel etwa 4 km südlich des Hauptortes Schlüchtern auf ca. 300 m ü. NN in geschützter Lage im Naturpark „Hessischer Spessart“.
Hohenzell grenzt im Norden an den Hauptort Schlüchtern, im Nordosten an den Ort Ahlersbach, im Südosten an den Ort Weiperz, im Süden an den Ort Breunings und den gemeindefreien Gutsbezirk Spessart, im Südwesten an den Ort Bellings und im Nordosten an den Ort Niederzell.

## Geschichte

### Mittelalter

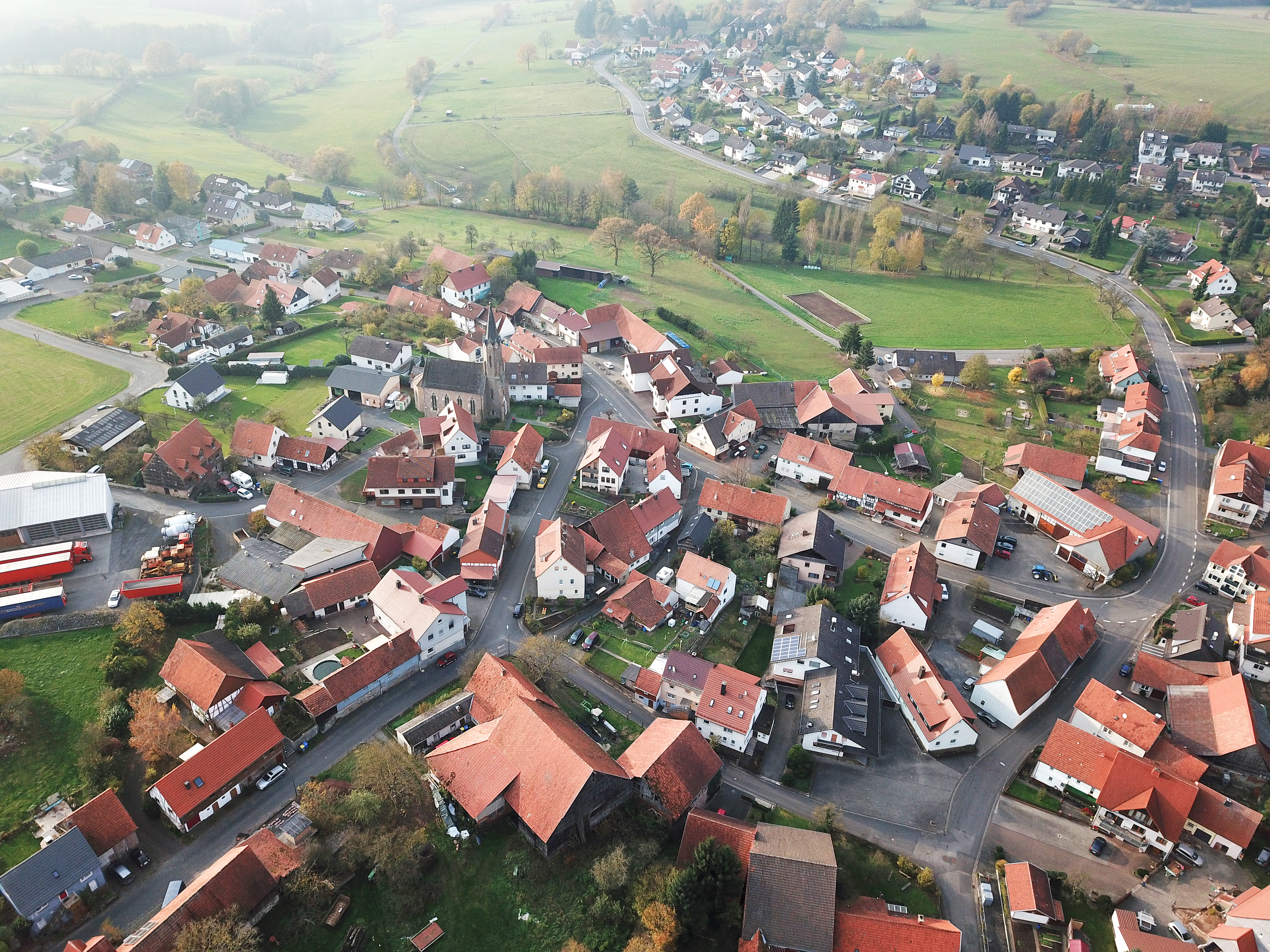
Luftbild des Ortskerns (2017)

Die erste Ansiedlung am Ort hieß vermutlich „Zella“, wovon sich der spätere Ortsname ableitet. Es handelte sich dabei um eine Ansiedlung des Benediktinerklosters in Schlüchtern.
Die älteste erhaltene schriftliche Erwähnung von Hohenzell findet sich in einer Urkunde des Bischofs Herold von Würzburg aus dem Jahr 1167 als „Hohencella“. Der Bischof nahm das Kloster Schlüchtern in seinen Schutz und zählte dabei dessen Besitz auf, zu dem auch Hohenzell gehörte. 1304 kaufte das Kloster die Vogtei über das Dorf, die bisher ein Würzburgisches Lehen an Konrad von Trimberg gewesen war. 1331 befindet sich das ganze Dorf im Besitz des Klosters. Das Kloster Schlüchtern gehörte im Spätmittelalter zum Einflussbereich der Herrschaft Hanau (ab 1429: Grafschaft Hanau, ab 1458: Grafschaft Hanau-Münzenberg) unter deren Schutzherrschaft es sich 1457 endgültig begab. In der Grafschaft Hanau-Münzenberg war Hohenzell dem Amt Schlüchtern zugeordnet. Kirchlich war das Dorf nach Schlüchtern eingepfarrt.

### Frühe Neuzeit
Die Grafschaft Hanau-Münzenberg schloss sich in der Reformation zunächst der lutherischen Konfession an, ab 1597 war sie reformiert.
Die Eigenschaft als Würzburger Lehen führte nach der Reformation zu Spannungen zwischen der nun evangelischen Grafschaft Hanau-Münzenberg und dem weiter römisch-katholischen Bistum Würzburg. Ein langjähriger Prozess vor dem Reichskammergericht dauerte von 1571 bis 1624 und endete mit einem Restitutionsmandat über das Amt Schlüchtern zugunsten Würzburgs. Es gibt wenige Nachrichten über das Dorf in der Zeit des Dreißigjährigen Krieges: Das Schulhaus wurde niedergebrannt. Plünderungen, Hungersnot und die immer wieder auftretenden Seuchen forderten zahlreiche Opfer. Im Jahre 1625 starben in Hohenzell 39 Personen, davon 22 an Dysenterie, 17 an der Pest. 1629 starben 13 Personen, darunter 8 Pestkranke. Im Pestjahr 1635 weist in Hohenzell nur einen Toten im Kirchenbuch auf. Von 1628 bis 1631 war das Amt Schlüchtern – und damit auch Hohenzell – von Würzburg besetzt, im Zuge des Krieges von 1631 bis 1637 wieder von Hanau und ab 1637 erneut von Würzburg. Bei einer Plünderung in Steinau soll 1647 ein Hohenzeller erschossen worden sein. Nach dem Westfälischen Frieden 1648 blieben schwedische Soldaten noch im Dorf, bis die Kriegskontributionen bezahlt waren. 1656 kam es zu einem Vergleich zwischen Hanau und Würzburg, wobei Hanau das Amt Schlüchtern erhielt und dem Bistum dafür Orb überließ. Damit war Hohenzell wieder hanauisch.
1707 lebten ca. 100 Einwohner in Hohenzell. Mit dem Tod des letzten Hanauer Grafen, Johann Reinhard III., fiel Hohenzell 1736 mit der ganzen Grafschaft Hanau-Münzenberg an die Landgrafschaft Hessen-Kassel, aus der 1803 das Kurfürstentum Hessen wurde.

### Neuzeit
Während der napoleonischen Zeit stand Hohenzell ab 1806 unter französischer Militärverwaltung, gehörte 1807–1810 zum Fürstentum Hanau und dann von 1810 bis 1813 zum Großherzogtum Frankfurt, Departement Hanau. Anschließend fiel es wieder an das Kurfürstentum Hessen zurück. Nach der Verwaltungsreform des Kurfürstentums Hessen von 1821, im Rahmen derer Kurhessen in vier Provinzen und 22 Kreise eingeteilt wurde, gehörte Hohenzell zum Landkreis Schlüchtern. 1843 wurde eine neue evangelische Pfarrei in Hohenzell gegründet, in die auch Ahlersbach und Bellings eingepfarrt wurden.
Bis weit in das 19. Jahrhundert hinein lebten die meisten Hohenzeller in Armut und Abgeschiedenheit. In der Mitte des 19. Jahrhunderts wanderten dann eine Reihe von Einwohnern in die USA aus, andere in Industriestädte im westlichen Deutschland. 1866 wurde das Kurfürstentum nach dem Preußisch-Österreichischen Krieg von Preußen annektiert.
Nach der Wende zum 20. Jahrhundert war ein bescheidener wirtschaftlicher Aufschwung zu verzeichnen: Modernere Methoden der Landwirtschaft, der Betrieb von bis zu vier Steinbrüchen und der Bau einer Straße durch den Staat in den Jahren 1906 bis 1911 stabilisierte die Einwohnerzahl.
Im Zweiten Weltkrieg war in Hohenzell Militär einquartiert. Am 3. April 1945 rückten US-amerikanische Streitkräfte mit Panzern in das Dorf ein, während die Gastwirtschaft Kuhn noch von deutschen Soldaten besetzt war. Die Bevölkerung flüchtete in die Keller. Die Amerikaner stellten fest, dass es keine deutsche Artillerie im Dorf gab. Darauf zogen sie sich wieder zurück. Einige Tage später besetzten sie dann das Dorf und führten zahlreiche Hausdurchsuchungen durch. Erst ein Vierteljahr später zogen sie wieder ab. Ab dem Jahr 1945 brachten die Heimatvertriebenen aus Oberschlesien und dem Sudetenland für Hohenzell einen großen Zuwachs der Bevölkerungszahl. Hohenzell wurde mit dessen Gründung Bestandteil des Bundeslandes Hessen.
Hessische Gebietsreform (1970–1977)
Zum 1. Dezember 1969 wurde die bis dahin selbständige Gemeinde Hohenzell im Vorfeld der Gebietsreform in Hessen auf freiwilliger Basis in die Stadt Schlüchtern eingemeindet. Für Hohenzell wurde, wie für die anderen eingemeindeten, ehemals eigenständigen Gemeinden von Schlüchtern, ein Ortsbezirk eingerichtet. Mit der Hessischen Gebietsreform wurde der Landkreis Schlüchtern 1974 aufgelöst und Hohenzell liegt seit dem im Main-Kinzig-Kreis.

### Verwaltungsgeschichte im Überblick
Die folgende Liste zeigt die Staaten und Verwaltungseinheiten, denen Hohenzell angehört(e):
- vor 1458: Heiliges Römisches Reich, Grafschaft Hanau
- ab 1458: Heiliges Römisches Reich, Grafschaft Hanau-Münzenberg, Amt Schlüchtern
- ab 1642: Heiliges Römisches Reich, Grafschaft Hanau-Lichtenberg, Amt Schlüchtern
- ab 1736: Heiliges Römisches Reich, Landgrafschaft Hessen-Kassel, Amt Schlüchtern
- ab 1803: Heiliges Römisches Reich, Landgrafschaft Hessen-Kassel, Fürstentum Hanau,[Anm. 2] Amt Schlüchtern
- 1806–1810: Kaiserreich Frankreich,[Anm. 3] Fürstentum Hanau, Amt Schlüchtern (Militärverwaltung)
- 1810–1813: Großherzogtum Frankfurt, Departement Hanau, Distrikt Steinau
- ab 1816: Kurfürstentum Hessen,[Anm. 4] Fürstentum Hanau, Amt Schlüchtern[6]
- ab 1821/22: Kurfürstentum Hessen, Provinz Hanau, Kreis Schlüchtern[7][Anm. 5]
- ab 1848: Kurfürstentum Hessen, Bezirk Hanau
- ab 1851: Kurfürstentum Hessen, Provinz Hanau, Kreis Schlüchtern
- ab 1867: Königreich Preußen,[Anm. 6] Provinz Hessen-Nassau, Regierungsbezirk Kassel, Kreis Schlüchtern
- ab 1871: Deutsches Reich, Königreich Preußen, Provinz Hessen-Nassau, Regierungsbezirk Kassel, Kreis Schlüchtern
- ab 1918: Deutsches Reich, Freistaat Preußen, Provinz Hessen-Nassau, Regierungsbezirk Kassel, Kreis Schlüchtern
- ab 1944: Deutsches Reich, Freistaat Preußen, Provinz Nassau, Landkreis Schlüchtern
- ab 1945: Deutsches Reich, Amerikanische Besatzungszone,[Anm. 7] Groß-Hessen, Regierungsbezirk Wiesbaden, Landkreis Schlüchtern
- ab 1946: Deutsches Reich, Amerikanische Besatzungszone, Hessen, Regierungsbezirk Wiesbaden, Landkreis Schlüchtern
- ab 1949: Bundesrepublik Deutschland, Hessen, Regierungsbezirk Wiesbaden, Landkreis Schlüchtern
- ab 1968: Bundesrepublik Deutschland, Hessen, Regierungsbezirk Darmstadt, Landkreis Schlüchtern
- ab 1969: Bundesrepublik Deutschland, Hessen, Regierungsbezirk Darmstadt, Landkreis Schlüchtern, Stadt Schlüchtern
- ab 1974: Bundesrepublik Deutschland, Hessen, Regierungsbezirk Darmstadt, Main-Kinzig-Kreis, Stadt Schlüchtern

## Bevölkerung

### Einwohnerstruktur 2011
Nach den Erhebungen des Zensus 2011 lebten am Stichtag, dem 9. Mai 2011, in Hohenzell 669 Einwohner. Darunter waren 21 (3,1 %) Ausländer. Nach dem Lebensalter waren 108 Einwohner unter 18 Jahren, 270 zwischen 18 und 49, 156 zwischen 50 und 64 und 135 Einwohner waren älter. Die Einwohner lebten in 285 Haushalten. Davon waren 72 Singlehaushalte, 93 Paare ohne Kinder und 87 Paare mit Kindern, sowie 27 Alleinerziehende und 6 Wohngemeinschaften. In 63 Haushalten lebten ausschließlich Senioren und in 189 Haushaltungen lebten keine Senioren.

### Einwohnerentwicklung
Quelle: Historisches Ortslexikon
- 1538: 22 Steuernde
- 1633: 43 Haushaltungen und 2 Gefreite
- 1753: 44 Haushaltungen mit 240 Personen
- 1812: 60 „Feuerstellen“, 395 Einwohner

| Hohenzell: Einwohnerzahlen von 1812 bis 2020 | Hohenzell: Einwohnerzahlen von 1812 bis 2020 | Hohenzell: Einwohnerzahlen von 1812 bis 2020 | Hohenzell: Einwohnerzahlen von 1812 bis 2020 | Hohenzell: Einwohnerzahlen von 1812 bis 2020 |
| --- | -------------------------------------------- | -------------------------------------------- | -------------------------------------------- | -------------------------------------------- |
| Jahr |                                              |                                              |                                              | Einwohner                                    |
| 1812 | 1812                                         |                                              | 395                                          | 395                                          |
| 1834 | 1834                                         |                                              | 505                                          | 505                                          |
| 1840 | 1840                                         |                                              | 502                                          | 502                                          |
| 1846 | 1846                                         |                                              | 528                                          | 528                                          |
| 1852 | 1852                                         |                                              | 514                                          | 514                                          |
| 1858 | 1858                                         |                                              | 474                                          | 474                                          |
| 1864 | 1864                                         |                                              | 501                                          | 501                                          |
| 1871 | 1871                                         |                                              | 482                                          | 482                                          |
| 1875 | 1875                                         |                                              | 474                                          | 474                                          |
| 1885 | 1885                                         |                                              | 448                                          | 448                                          |
| 1895 | 1895                                         |                                              | 400                                          | 400                                          |
| 1905 | 1905                                         |                                              | 418                                          | 418                                          |
| 1910 | 1910                                         |                                              | 434                                          | 434                                          |
| 1925 | 1925                                         |                                              | 481                                          | 481                                          |
| 1939 | 1939                                         |                                              | 450                                          | 450                                          |
| 1946 | 1946                                         |                                              | 649                                          | 649                                          |
| 1950 | 1950                                         |                                              | 632                                          | 632                                          |
| 1956 | 1956                                         |                                              | 593                                          | 593                                          |
| 1961 | 1961                                         |                                              | 548                                          | 548                                          |
| 1967 | 1967                                         |                                              | 527                                          | 527                                          |
| 1970 | 1970                                         |                                              | 525                                          | 525                                          |
| 1980 | 1980                                         |                                              | ?                                            | ?                                            |
| 1990 | 1990                                         |                                              | ?                                            | ?                                            |
| 2000 | 2000                                         |                                              | ?                                            | ?                                            |
| 2005 | 2005                                         |                                              | 669                                          | 669                                          |
| 2010 | 2010                                         |                                              | 669                                          | 669                                          |
| 2011 | 2011                                         |                                              | 669                                          | 669                                          |
| 2015 | 2015                                         |                                              | 672                                          | 672                                          |
| 2020 | 2020                                         |                                              | 645                                          | 645                                          |
| Datenquelle: Historisches Gemeindeverzeichnis für Hessen: Die Bevölkerung der Gemeinden 1834 bis 1967. Wiesbaden: Hessisches Statistisches Landesamt, 1968. Weitere Quellen: LAGIS; 2005; 2010; 2015; 2020; Zensus 2011 |                                              |                                              |                                              |                                              |

### Historische Religionszugehörigkeit
- 1885: 429 evangelische (= 100,00 %) Einwohner[1]
- 1961: 506 evangelische (= 92,34 %), 42 katholische (= 7,66 %) Einwohner[1]

## Politik
Für Hohenzell besteht ein Ortsbezirk (Gebiete der ehemaligen Gemeinde Hohenzell) mit Ortsbeirat und Ortsvorsteher nach der Hessischen Gemeindeordnung.
Der Ortsbeirat besteht aus sieben Mitgliedern. Bei den Kommunalwahlen in Hessen 2021 betrug die Wahlbeteiligung zum Ortsbeirat 59,40 %. Alle Kandidaten gehören der Liste „Hohenzeller für Hohenzell“ an. Der Ortsbeirat wählte Markus Dersch zum Ortsvorsteher.

## Kultur und Sehenswürdigkeiten

### Kirche
Wichtigstes Bauwerk in Hohenzell ist die evangelische Dorfkirche. Sie wurde im 19. Jahrhundert erbaut. Die Bauzeit betrug etwa 4 Jahre. Die Steine für das Gotteshaus kamen aus Rückers und wurden damals mit Pferdefuhrwerken über den Hohenzeller Berg in das Dorf gebracht.

### Dorfgemeinschaftshaus
Nach Einstellung des Schulbetriebes in den Nachkriegsjahren wurde das Schulgebäude des Dorfes zum Dorfgemeinschaftshaus umgebaut. Im Rahmen des Hessischen Dorferneuerungsprogramms wurde bis zum Jahr 2002 ein neuer Saal angebaut. Heute kann der Raum auch für private Feste gemietet werden.

### Spechtehütte
Die Hütte des Wandervereins „Die Spechte“ wurde 1973 bis 1975 errichtet und seitdem ständig erweitert. Sie liegt wenige Kilometer außerhalb des Dorfkerns in einem Waldstück. Die Hütte ist ein beliebtes Ausflugsziel und Veranstaltungsort für viele Hohenzeller Feste.

### Jugendprojekt Hohenzell
Das Hohenzeller Jugendprojekt wurde im Januar 2003 gegründet. Ziel war es, eine Struktur für die Jugendlichen zu schaffen, die über die Vereinsgrenzen hinausgeht.
Erstes Projekt war, die Website www.hohenzell.de zu erstellen. Die Webseite ging im Oktober 2003 online. Es folgte ein sehr positives Presseecho bis hin zu einer Gratulation durch den damaligen Bundespräsidenten Johannes Rau.
Unter dem Motto „Ein Schritt nach vorne – Ein Blick zurück“ hat das Jugendprojekt 2006 einen Bilderabend veranstaltet. Es wurden alte Aufnahmen des Dorfes und des Dorfgeschehens zurück bis nahe der Jahrhundertwende gezeigt. Kommentiert wurden die Bilder von den Dorfältesten. Die Bürger des Dorfes Hohenzell stellten zu diesem Zweck zahlreiche alte Bild- und Diaaufnahmen zur Verfügung. Die Aufnahmen wurden komplett digitalisiert.
Als wichtigstes und bisher größtes Projekt wurde 2006 bis 2008 ein Dokumentarfilm über das Dorf erstellt. Mit einer Länge von ca. 45 Minuten erzählt er die geschichtliche Entwicklung des Dorfes von der Gründung bis heute. Wiedergegeben wird dieser Inhalt ausschließlich durch Erzählungen und Zeitzeugenberichte. Die Interviews wurden mit Bildern oder anderen zeitgeschichtlichen Medien unterlegt. Der Film mit weiterführendem Material ist 2008 als DVD erschienen.